# Liste des cavités naturelles les plus profondes du Tarn
La liste des cavités naturelles les plus profondes du Tarn recense, sous forme de tableau(x), les cavités souterraines naturelles connues dans ce département français, dont le dénivelé est supérieur ou égal à cinquante mètres.
La communauté spéléologique considère qu'une cavité souterraine naturelle n'existe vraiment qu'à partir du moment où elle est « inventée » c'est-à-dire découverte (ou redécouverte), inventoriée, topographiée et publiée. Bien sûr, la réalité physique d'une cavité naturelle est la plupart du temps bien antérieure à sa découverte par l'homme ; cependant tant qu'elle n'est pas explorée, mesurée et révélée, la cavité naturelle n'appartient pas au domaine de la connaissance partagée.
La liste spéléométrique des 11 plus profondes cavités naturelles du Tarn (≥ cinquante mètres) est actualisée à fin décembre 2019.
La plus profonde cavité souterraine naturelle répertoriée dans le département du Tarn est  « l'Aven de la Planasse  », sur la commune de Penne (cf. ligne 1 du tableau ci-dessous).
| \| Histogramme de la répartition des plus profondes cavités naturelles du Tarn par classe de dénivelé -- Les 11 cavités citées fin 2019 sont réparties en 4 classes de dénivelé -- \| \| \| \| \| \| \| \| \| \| \| \| \| \| \| classe I >= 500 m 0 cavité[s] \| classe II >= 200 m et < 500 m 0 cavités \| classe III >= 150 m et < 200 m 1 cavités \| classe IV >= 50 m et < 150 m 10 cavités \| \| |                               |                                         |                                          |                                         |  |
| Le graphique qui aurait dû être présenté ici ne peut pas être affiché car il utilise l'ancienne extension Graph, désactivée pour des questions de sécurité. Des indications pour créer un nouveau graphique avec la nouvelle extension Chart sont disponibles ici . |                               |                                         |                                          |                                         |  |
| Histogramme de la répartition des plus profondes cavités naturelles du Tarn par classe de dénivelé -- Les 11 cavités citées fin 2019 sont réparties en 4 classes de dénivelé -- |                               |                                         |                                          |                                         |  |
| |                               |                                         |                                          |                                         |  |
| | classe I >= 500 m 0 cavité[s] | classe II >= 200 m et < 500 m 0 cavités | classe III >= 150 m et < 200 m 1 cavités | classe IV >= 50 m et < 150 m 10 cavités |  |

## Cavités du Tarn (France) dont la dénivellation est supérieure ou égale à500 mètres
Aucune cavité n'est recensée dans cette « classe I » au 31-12-2019.

## Cavités du Tarn (France) dont la dénivellation est comprise entre200 mètreset499 mètres
Aucune cavité n'est recensée dans cette « classe II » au 31-12-2019.

## Cavités du Tarn (France) dont la dénivellation est comprise entre150 mètreset199 mètres
1 cavité est recensée dans cette « classe III » au 31-12-2019.
| Réf. | Cavité (autres noms) | Commune | Massif ou zone | Coordonnées (WGS 84)        | Dénivelée (mètres) | Développe. (mètres) | Sources ou références                                      | Mise à jour |
| ---- | -------------------- | ------- | -------------- | --------------------------- | ------------------ | ------------------- | ---------------------------------------------------------- | ----------- |
| 1    | Aven de la Planasse  | Penne   |                | 44° 04′ 02″ N, 1° 46′ 30″ E | +000156, m         | +5 109, m           | ASC Albigeois, Spéléoc n°91, Spéléoc n°119 & Spelunca n°85 | 2000-00     |

## Cavités du Tarn (France) dont la dénivellation est comprise entre50 mètreset149 mètres
10 cavités sont recensées dans cette « classe IV » au 31-12-2018.
| Réf. | Cavité (autres noms)    | Commune       | Massif ou zone   | Coordonnées (WGS 84)        | Dénivelée (mètres) | Développe. (mètres) | Sources ou références     | Mise à jour |
| ---- | ----------------------- | ------------- | ---------------- | --------------------------- | ------------------ | ------------------- | ------------------------- | ----------- |
| 2    | Trou du Calel           | Sorèze        | Montagne Noire   | 43° 26′ 45″ N, 2° 05′ 15″ E | +000130, m         | +6 350, m           | Inv. spél. du Tarn        | 2000-00     |
| 3    | Aven Viala              | Saint-Amancet | Montagne Noire   | 43° 27′ 02″ N, 2° 06′ 28″ E | +000116, m         | +0720, m            | Inv. spél. du Tarn        | 2000-00     |
| 4    | Perte des Combles d'Ali | Penne         |                  | 44° 06′ 05″ N, 1° 45′ 06″ E | +000100, m         | +2 718, m           | Spéléo magazine n°88      | 2014-12     |
| 5    | Aven des sourciers      | Saint-Amancet | Montagne Noire   | 43° 27′ 38″ N, 2° 06′ 28″ E | +0 00097, m        | +0200, m            | Inv. spél. du Tarn        | 2000-00     |
| 6    | Grotte de la Madeleine  | Penne         | Causse de Caylus | 44° 04′ 25″ N, 1° 42′ 02″ E | +0 00094, m        | +0862, m            | Frank Vasseur             | 2016-03     |
| 7    | Igue des Landes         | Milhars       |                  | 44° 08′ 01″ N, 1° 51′ 40″ E | +0 00070, m        | +0000, m            | Spéléométrie de la France | 2000-00     |
| 8    | Aven Joffre             | Penne         |                  | 44° 03′ 40″ N, 1° 41′ 49″ E | +0 00060, m        | +0000, m            | Spéléométrie de la France | 2000-00     |
| 9    | Igue des Arandiés       | Penne         | Causse de Caylus | 44° 05′ 41″ N, 1° 40′ 40″ E | +0 00058, m        | +0000, m            | Spéléométrie de la France | 2000-00     |
| 10   | Grotte du Castellas     | Dourgne       | Montagne Noire   | 43° 28′ 31″ N, 2° 08′ 50″ E | +0 00057, m        | +0530, m            | Inv. spél. du Tarn        | 2000-00     |
| 11   | Igue de Ferrières       | Penne         |                  | 44° 02′ 59″ N, 1° 42′ 09″ E | +0 00050, m        | +0000, m            | Spéléométrie de la France | 2000-00     |